# Dennis Lawrence
Dennis Lawrence (* 1. August 1974 in Morvant) ist ein Fußballtrainer und ehemaliger Fußballspieler aus Trinidad und Tobago.

## Leben
Der Abwehrspieler spielte bis 2001 in Fußballclubs in Trinidad und Tobago, danach wechselte er zu Wrexham in die englische Fußball-Liga 2. Seit dem 18. März 2000 Nationalspieler, hat er bis zum Ende seiner Laufbahn fast 90 Länderspiele absolviert. Mit der Nationalmannschaft gewann er bereits 2001 die karibische Meisterschaft. Er war es auch, der 2005 in Bahrain den einzigen Treffer des Abends schoss und seinem Team in Hin- und Rückspiel damit den 2:1-Sieg sicherte, mit dem die Teilnahme an der Fußball-Weltmeisterschaft 2006 erreicht wurde. 2009 wechselte er für ein Jahr zurück nach Trinidad zu San Juan Jabloteh. 
2010 beendete Lawrence seine Laufbahn als Fußballer und wurde Trainer beim englischen Club Wigan Athletic. Seit Januar 2017 ist er Trainer der Fußballnationalmannschaft von Trinidad und Tobago.
| Personendaten    | Personendaten                 |
| ---------------- | ----------------------------- |
| NAME             | Lawrence, Dennis              |
| KURZBESCHREIBUNG | trinidadischer Fußballtrainer |
| GEBURTSDATUM     | 1. August 1974                |
| GEBURTSORT       | Morvant, Trinidad und Tobago  |